# Чуканов, Иван Афанасьевич
Иван Афанасьевич Чуканов (1901, Курская губерния — 10 ноября 1938) — советский партийный деятель, первый секретарь Тамбовского обкома ВКП(б) (1938).

## Биография
Член РКП(б) с 1919 года.
С 1918 г. — на продовольственной и чекистской работе в Туле. С 1919 г. — на службе в Красной Армии. В 1922—1924 годах — инспектор Тульской губернской рабоче-крестьянской милиции.
С 1924 года — на партийной и советской работе. С июля по сентябрь 1937 года был вторым секретарём Калининского областного комитета ВКП(б).
В сентябре 1937 года стал первым секретарём Организационного бюро ЦК ВКП(б) по Тамбовской области, с марта 1938 года, после образования Тамбовского обкома КПСС — его первым секретарём.
С мая 1938 года занимал должность начальника Отдела плодоовощных совхозов Народного комиссариата земледелия РСФСР.
Депутат (от Тамбовской области) Совета Союза Верховного Совета СССР 1-го созыва (с 1937).
Репрессирован в ноябре 1938 г. Реабилитирован посмертно в 1956 году.